# Úrvalsdeild 1952
Thống kê của Úrvalsdeild mùa giải 1952.

## Tổng quan
Có 5 đội tham gia, và KR giành chức vô địch. Ríkharður Jónsson của ÍA là vua phá lưới với 6 bàn thắng.

## Bảng xếp hạng
| Vị thứ | Câu lạc bộ | St | T | H | B | BT | BB | HS | Đ |
| 1      | KR         | 4  | 3 | 1 | 0 | 7  | 3  | +4 | 7 |
| 2      | ÍA         | 4  | 3 | 0 | 1 | 12 | 6  | +6 | 6 |
| 3      | Fram       | 4  | 2 | 0 | 2 | 8  | 9  | -1 | 4 |
| 4      | Valur      | 4  | 0 | 2 | 2 | 3  | 5  | -2 | 2 |
| 5      | Víkingur   | 4  | 0 | 1 | 3 | 3  | 10 | -7 | 1 |